# Hamlet (film, 1969)
Pour les articles homonymes, voir Hamlet (homonymie).
Pour plus de détails, voir Fiche technique et Distribution.
Hamlet (Shakespeare's Hamlet) est un film anglais de Tony Richardson sorti en 1969.

## Synopsis
Adaptation de la pièce Hamlet de William Shakespeare.

## Fiche technique
- Titre : Hamlet
- Réalisation : Tony Richardson
- Scénario : Tony Richardson d'après la pièce de théâtre Hamlet de William Shakespeare
- Musique : Patrick Gowers
- Photographie : Gerry Fisher
- Montage : Charles Rees
- Production : Hans Gottschalk, Neil Hartley, Leslie Linder et Martin Ransohoff
- Société de production : Filmways Pictures et Woodfall Film Productions
- Pays de production :  Royaume-Uni
- Genre : Drame
- Durée : 117 minutes
- Dates de sortie : 
  - États-Unis : 21 décembre 1969 (New York)
  - Royaume-Uni : 9 avril 1970

## Distribution
- Nicol Williamson : Hamlet
- Judy Parfitt : Gertrude
- Anthony Hopkins : Claudius
- Marianne Faithfull : Ophélie
- Mark Dignam : Polonius
- Michael Pennington : Laërte
- Gordon Jackson : Horatio
- Ben Aris : Rosencrantz
- Clive Graham : Guildenstern
- Peter Gale : Osric
- Roger Livesey : Lucianus/Gravedigger